# Nothing's Carved in Stone
Nothing's Carved in Stone es una banda de J-Rock japonesa formada en enero de 2009. Después de que Ellegarden entrara en receso en el 2008 el guitarrista del grupo Shinichi Ubukata creó Nothing's Carved In Stone como su proyecto solitario. Su álbum debut Parallel Lives fue lanzado el 6 de mayo de 2009, debutando en el puesto número 11 en las listas de ventas semanales japonesas de Oricon

## Miembros
- Shinichi Ubukata (生形 真一 Ubukata Shin'ichi?) – Guitarra, coros[2]
- Takanori Ohkita (大喜多 崇規 Ōkita Takanori?) – Batería[2]
- Taku Muramatsu (村松 拓 Muramatsu Taku?) – Voz, guitarra[2]
- Hidekazu Hinata (日向 秀和 Hinata Hidekazu?) – Bajo[2]

## Álbumes
- Parallel Lives (6 de mayo de 2009)
- Sands of Time (9 de junio de 2010)
- Echo (8 de junio de 2011)
- Silver Sun (15 de agosto de 2012)
- Revolt (6 de junio de 2013)
- Stranger In Heaven (6 de agosto de 2014)

## Singles
- Around the Clock (9 de diciembre de 2009)
- Pride (18 de julio de 2012)
- Spirit Inspiration (28 de noviembre de 2012)
- Out of Control (6 de marzo de 2013)
- Tsubame Crimson (18 de diciembre de 2013)

## Video Y DVD
- Initial Lives (9 de diciembre de 2009)
- Time of Justice (22 de diciembre de 2010
- A Silver Film (30 de enero de 2013)